# تونغ بينغ يو
تونغ بينغ يو هي ممثلة ماليزية، ولدت في 14 يونيو 1983 في ماليزيا.

## وصلات خارجية
- تونغ بينغ يو على موقع IMDb (الإنجليزية)
- تونغ بينغ يو على موقع قاعدة بيانات الفيلم (الإنجليزية)